# Бенедикт IX
Бенедикт IX (лат. Benedictus PP. IX; в миру Феофила́кт III Тускулумский; ок. 1012 — между 18 сентября 1055 и 9 января 1056) — папа римский с 21 октября 1032 года по сентябрь 1044 года, с 10 марта по 1 мая 1045 года, а также с 8 ноября 1047 года по 16 июля 1048 года. Сын Альбериха III, графа Тускулумского, племянник Бенедикта VIII (1012—1024) и Иоанна XIX (1024—1032); избран папой в первый раз в возрасте 18 или 20 лет (по другим источникам — в возрасте 11 или 12 лет), продал место на престоле епископу Джованни Грациано (папе Григорию VI), позднее ещё дважды пытался обосноваться в Риме, но был изгнан. Обвинялся противниками в многочисленных преступлениях. Умер в монастыре.
Единственный человек, становившийся папой римским более одного раза.

## Происхождение
Бенедикт (от рождения Феофилакт) был сыном Альбериха III, графа Тусколумского, и племянником пап Бенедикта VIII (1012—1024) и Иоанна XIX (1024—1032). Альберих III, в свою очередь, был сыном графа Григория I Тускумского и внуком Альбериха II Сполетского.

## Избрание
Альберик III добился избрания Феофилакта папой 21 октября 1032 года, а интронизирован 1 января следующего года. Дом Тусколо уже осуществлял светскую власть в Риме и достиг высот своего могущества: старший брат папы Григорий был сенатором города.
Невозможно определить точную дату рождения Феофилакта. Средневековая историография высказывает предположение, что на момент выборов он был подростком. Современные историки, отмечая многочисленные противоречия в средневековых источниках, указывают, что Феофилакту на момент вступления на папский престол было около двадцати пяти лет. Также есть версии, что ему было двенадцать, восемнадцать или двадцать пять лет, — так или иначе, Бенедикт IX был одним из самых молодых пап в истории.

## Первый понтификат (1032—1044)
С политической точки зрения Бенедикт следовал линии своих предшественников, сохраняя хорошие отношения с императором Конрадом II, чтобы сохранить власть Тусколо в Риме и окружающей сельской местности, Сабине и Умбрии.
В 1037 году папа отправился в Кремону, чтобы встретиться с императором и добиться его поддержки в противостоянии архиепископу Милана Ариберту, который собирался создать обширный домен, не зависящий от Рима. 26 марта 1035 года Бенедикт отлучил Ариберта от церкви. Немецкий историк Фердинанд Грегоровиус объясняет это путешествие в северную Италию тем, что папа был изгнан из Рима, но это неверно, Грегоровиус путает эти события с событиями 1044 года.
В 1038 году папа встретился в Спелло (Умбрия) с Конрадом II для разработки плана действий против Ариберта, а в 1040 году отправился в Марсель, чтобы освятить церковь Сан-Витторе и провозгласить на местном совете перемирие.
Хроники того времени приписывают Бенедикту IX решения, в которых он показал твердость и смелость. Он созвал два собора, чтобы навести порядок в церковной иерархии, осуждая епископов-симонистов.
В то же время, папа Виктор III писал про Бенедикта IX, описывая «его изнасилования, убийства и другие чудовищные насилия и акты содомии. Его жизнь как папы была такой злой, такой грязной, такой мерзкой, что меня охватывает дрожь при мысли о ней».
Первый понтификат Бенедикта IX был завершен в сентябре 1044 года или в период с конца 1044 до начала 1045 года. Епископ Сутри Бонисий объяснял конец его понтификата женитьбой. Однако, по Клаудио Рендине, вопрос о браке стал причиной конца его второго понтификата.
Известно наверняка, что народное восстание вынудило Бенедикта бежать из Рима, чтобы найти убежище в крепости Монте-Каво. Причины восстания, вероятно, были связаны с борьбой семей Тусколо и Кресцентии. В итоге Кресцентии возвели на папский престол своего ставленника, епископа Сабины Джованни Оттавиани, под именем Сильвестра III.

## Второй понтификат (1045)
Понтификат Сильвестра III длился очень недолго. Учитывая необходимость восстановления порядка в городе, братья Бенедикт IX и Григорий Тусколо были возвращены в Рим с согласия Кресцентии и граждан Рима 10 февраля 1045 года.
Бенедикт IX вскоре вновь получил бразды правления, но официальный старт его нового понтификата, согласно Liber Pontificalis, пришелся на 10 апреля. Второе правление было кратким: Бенедикт IX, возможно, с подачи своего окружения, которое опасалось восстания из-за слухов о развратном поведении папы, продал папские полномочия пресвитеру Джованни Грациано, который был интронизирован под именем Григория VI 5 мая 1045 года.

## Третий понтификат (1047—1048)
Григорий VI был встречен с энтузиазмом Петром Дамиани: архиепископ Равенны надеялся, что новый папа, наконец, проведет реформу Церкви. Несмотря на ореол святости, покупка папского престола подорвала авторитет нового Папы. Новый император Генрих III воспользовался ситуацией, чтобы созвать совет в Сутри осенью 1046 года, пригласив трех пап, чтобы они ответили на обвинения в симонии.
Бенедикт не пришел на совет, как и Сильвестр III, который удалился из мирской жизни, в то время как Григорий VI признал свою вину и был низложен. Вместо того, чтобы вернуть Бенедикта IX, император инициировал выборы нового папы, которым стал епископ Бамберга, принявший имя Климента II.
Климент II внезапно умер 9 октября 1047 года, и Бенедикт IX воспользовался отсутствием императора, чтобы вернуться на папский престол (8 ноября 1047), опираясь на поддержку епископов Джамаро Салернского и Бонифация Каносского. Последний отказался сопровождать в Рим Поппоне ди Брессаноне, кандидата императора на папский трон. Отказ спровоцировал бурную реакцию императора, который угрожал военной интервенцией. Бонифаций смягчился и сопроводил Поппоне в Рим.
Бенедикт IX укрылся в замках Сабины, и Поппоне вошел в Рим без сопротивления. 17 июля 1048 года он был рукоположён под именем Дамасия II. Бенедикт IX отказался отвечать на обвинения в симонии и был отлучен от церкви.

## Жизнь после низложения
Жизнь Бенедикта после окончательного отказа от папского трона мало известна. Известно лишь, что бывший понтифик не смирился с отлучением и начал настоящую войну против папы Льва IX, который 2 февраля 1049 года сменил Дамасия II. Бенедикт был повторно отлучен от церкви папой Львом в апреле 1049 года.
Феофилакт умер вскоре после этого, но определить точную дату и обстоятельства его смерти невозможно. Можно с уверенностью сказать, что 18 сентября 1055 года он был ещё жив, поскольку в этот день он встретился с братом Гвидо в монастыре Святых Космы и Дамиана в Риме, а 9 января 1056 года он точно был уже мертв — в этот день его братья заказали 40 месс за упокой его души.
С другой стороны, Тусколо не смирились с потерей контроля над папством, и после смерти преемника Виктора II, Стефана IX (1058), попытались провести своего кандидата, Иоанна, епископа Веллетри, который будет впоследствии причислен к антипапам под именем Бенедикта X.

## Оценки
Бенедикт IX традиционно описывался хронистами в густых тёмных красках. Пётр Дамиани (1007—1072), например, описал его в Liber Gomorrhianus как «…дьявола из ада, пришедшего под видом священника». Бониций, епископ Сутри, обвинял Бенедикта в «подлых прелюбодеяниях и убийствах». В третьей книге «Диалогов» Виктор III (1086—1087) писал, что жизнь Бенедикта «была посвящена удовольствиям», изобразив его как одного из худших пап в истории.
Современная критика не сильно отличается от этой традиции. Например, «Католическая энциклопедия» называет его «…позором для Церкви», а Фердинанд Грегоровиус писал, что Бенедикт IX достиг дна морального разложения и «…вёл в Латеранском дворце жизнь султана Востока».
Что касается физического облика, Рафаэлло Джованьоли вывел в его в своём романе «Бенедикт IX» (1899), использовав одну из гравюр Бартоломео Платины: «…продолговатое лицо, очень белая кожа, бирюзовые глаза, светлые волосы, вьющиеся, и небольшие залысины, страдает от небольшого косоглазия, крючковатый нос, бритый. Предпочитал носить тунику из белого шелка в золотых украшениях и широкий кожаный ремень на талии, усыпанный драгоценными камнями […], узкие шелковые голубые брюки […], маленький и изящный шелковый колпак синего цвета с белым пером».